# 谢斯迪约迪泰伊
谢斯迪约迪泰伊（法語：Chaise-Dieu-du-Theil，法語發音：[ʃɛz djø dy tɛj]）是法国厄尔省的一个市镇，位于该省南部偏西，属于埃夫勒区。

## 地理
谢斯迪约迪泰伊（48°46'5"N, 0°45'40"E）面积5.93 平方千米，位于法国诺曼底大区厄尔省，该省份为法国北部内陆省份，北起滨海塞纳省，西接奧恩省和卡爾瓦多斯省，南至厄尔-卢瓦省，东临瓦兹省、瓦兹河谷省和伊夫林省。
与谢斯迪约迪泰伊接壤的市镇（或旧市镇、城区）包括：布尔特、谢龙维利耶、古尔奈勒盖兰、尚代、里勒河畔圣叙尔皮斯。

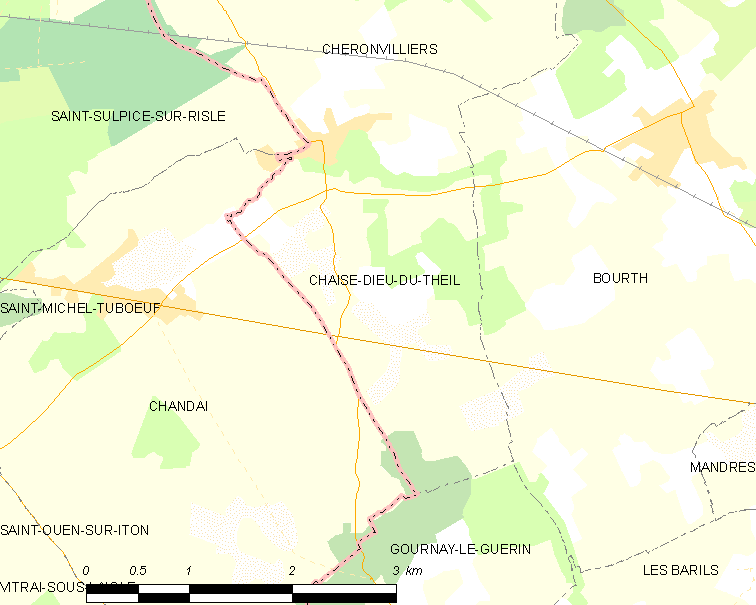
谢斯迪约迪泰伊的OSM定位图

谢斯迪约迪泰伊的时区为UTC+01:00、UTC+02:00（夏令时）。

## 行政
谢斯迪约迪泰伊的邮政编码为27580，INSEE市镇编码为27137。

## 政治
谢斯迪约迪泰伊所属的省级选区为布勒特伊县。

## 人口

1962-2008年间谢斯迪约迪泰伊人口变化图示

谢斯迪约迪泰伊于2022年1月1日时的人口数量为207人。